# Ficus crocata
El Saiba prieta (Ficus crocata),  es un árbol perteneciente a la familia Moraceae.

## Descripción
Es un árbol o arbusto con raíces fuertes y voluminosas, troncos robustos y frondosos, con follaje vistoso. Tiene hojas alargadas de color verde oscuro y lisas. Sus flores son de color cremoso.

## Distribución
Se distribuye por los trópicos de América entre los 100 y los 1500 metros, donde crece a orilla de arroyos o riachuelos, asociada al bosque tropical caducifolio, pastizal y bosque de pino-encino.

## Propiedades
En Michoacán se aprovecha el jugo lechoso o látex de esta planta para tratar el paludismo. Este látex mezclado con savia guicha (Ficus cotinifolia) y saiba amarilla (Ficus petiolaris) y aplicado con un trapito en forma de cataplasma, se usa para bajar la inflamación.

## Taxonomía
Ficus crocata fue descrita por (Miq.) Mart. ex Miq.  y publicado en Annales Museum Botanicum Lugduno-Batavi 3(10): 297. 1867.
Etimología
Ficus: nombre genérico que se deriva del nombre dado en latín al higo.
crocata: epíteto latíno que significa "amarillo azafrán".
Sinonimia
| - Ficus albotomentosa Lundell - Ficus campbellii I.M.Johnst. - Ficus combsii Warb. - Ficus coronata Pittier - Ficus ernstiana Pittier - Ficus galeata Lundell - Ficus goldmanii Standl. - Ficus gramalotensis Dugand - Ficus hartii Warb. - Ficus hartii var. tumacana Dugand - Ficus havanensis Rossberg - Ficus hemsleyana Standl. - Ficus interfector Pittier - Ficus iturbei Pittier - Ficus leavensii I.M.Johnst. - Ficus leavensii var. thinophila I.M.Johnst. - Ficus maximiliana (Miq.) Miq. | - Ficus mitrophora Warb. - Ficus morazaniana W.C.Burger - Ficus perez-arbelaezii Dugand - Ficus pittieri Standl. - Ficus sanguinosa Dugand - Ficus squamulosa Pittier - Ficus standleyana Dugand - Ficus tomentella (Miq.) Miq. - Ficus usiacurina Dugand - Ficus venosissima Lundell - Ficus verrucosa (Liebm.) Hemsl. - Ficus williamsii Standl. - Ficus yucatanensis Standl. - Urostigma crocatum Miq. - Urostigma maximilianum Miq. - Urostigma tomentellum Miq. - Urostigma verrucosum Liebm. |